# Jacques Perrin
Jacques Perrin, właśc. Jacques André Simonet (ur. 13 lipca 1941 w Paryżu, zm. 21 kwietnia 2022 tamże) – francuski aktor, producent filmowy, scenarzysta i reżyser.

## Życiorys
Urodził się przy Boulevard Port-Royal w Paryżu w rodzinie o artystycznych tradycjach. Jego ojciec, Alexandre Simonet, był suflerem i menadżerem Comédie-Française, a matką Marie Perrin, była aktorką, której nazwisko przyjął jako pseudonim sceniczny, gdy zaczął występować. Jest także bratankiem aktora Antoine’a Balpêtré, który był także ojcem chrzestnym jego siostry.
Do jedenastego roku życia uczył się w szkole z internatem. Po uzyskaniu świadectwa szkolnego opuścił szkołę w wieku 15 lat i pracował jako teletypista w Air France oraz na różnych stanowiskach w handlu detalicznym, zanim wszedł do świata teatru, współpracując z Antoine’em Balpêtré. Trzy lata później Perrin zapisał się na zajęcia aktorskie w Conservatoire national supérieur d’art dramatique. 
Jego pierwszą rolą filmową była postać jednego z dzieci Madame Quinquiny (niewymieniony w czołówce) w melodramacie fantasy Marcela Carné Wrota nocy (Les Portes de la nuit, 1946) z udziałem Yvesa Montanda. W komedii kryminalnej Komisarz i róże (La peau de l’ours, 1957) został obsadzony w roli Philippe’a, syna komisarza policji. W dramacie Marcela Carné Oszuści (Les tricheurs, 1958) u boku Jean-Paula Belmondo i Pierre’a Brice jeździł na Vespie.
Wystąpił na scenie paryskiej w przedstawieniach: Cezar i Kleopatra George’a Bernarda Shawa (1957) w roli Ptolemeusza, Miasto, którego książę jest dzieckiem Henry’ego de Montherlanta (1957) jako Serge Souplier, Roku ukończenia studiów (L’année du bac, 1958) i Ewa i linia Luigiego Pirandello (1962). Podczas występu w przedstawieniu w Théâtre Édouard VII zauważył go włoski reżyser Valerio Zurlini, który był pod takim wrażeniem jego talentu, że obsadził go w głównej roli nieletniego Lorenzo Fainardiego, zakochującego się w bezbronnej Claudii Cardinale w melodramacie Dziewczyna z walizką (La ragazza con la valigia, 1961). Perrin stał się jednym z ulubionych aktorów Zurliniego, grał rolę Lorenzo, którego wspominał starszy brat (Marcello Mastroianni) w dramacie Kronika rodzinna (Cronaca familiare, 1962). Dla Zurliniego wyprodukował, po 10 latach starań, Pustynię Tatarów (Il deserto dei tartari, 1976) wg powieści  Dino Buzzatiego, i zagrał w niej główną rolę porucznika Drogo. 
Grał także Jérômego w dramacie Henri-Georges’a Clouzota Prawda (La Vérité, 1960) z Brigitte Bardot, Stefano Mattioliego, syna Leonarda (Alain Cuny) w dramacie Mauro Bologniniego Korupcja (La corruzione, 1963) oraz główne role w czterech filmach Pierre’a Schoendoerffera: podporucznika Torrensa w dramacie wojennym Pluton 317 (La 317ème section, 1965) o I wojnie indochińskiej, porucznika Willsdorfa, „Kraba–dobosza” w dramacie wojenno–przygodowym Krab dobosz (Le Crabe-tambour, 1977) z udziałem Jeana Rocheforta, kapitana Carona w dramacie wojennym Honor kapitana (L’Honneur d’un capitaine, 1982) i reżysera, byłego żołnierz Henriego Lanverna, który zaginał podczas kręcenia zdjęć w Tajlandii w dreszczowcu Tam w górze, król ponad chmurami (Là-haut, un roi au dessus des nuages, 2004). 
W hiszpańskim dramacie Poszukiwanie (La busca, 1966) opartym jest na powieści Pío Baroji wcielił się w postać Manuela, niewinnego, nieśmiałego młodzieńca z prowincji, który w Madrycie próbuje uniknąć przyłączenia się do gangu złodziei, jednak w walce z przywódcą śmiertelnie go rani i zostaje aresztowany. Wziął udział w dwóch musicalach Jacques’a Demy’ego z Catherine Deneuve: Panienki z Rochefort (Les demoiselles de Rochefort, 1967) w roli poety i malarza Maxence oraz adaptacji baśni Charles’a Perraulta Księżniczka w oślej skórze (1970) w roli księcia. 
W 1968 założył firmę producencką Reggane Films przemianowaną potem na Galatée Films, stał się inicjatorem filmów o charakterze politycznym, które wywołały duży rozgłos. Współpracował z Costą-Gavrasem: zagrał Daniela, pasażera na gapę w drodze do Paryża w jego ekranizacji powieści Sébastiena Japrisota Przedział morderców (Compartiment tueurs, 1965), a jako producent i aktor (fotoreporter; postać złożona, częściowo wzorowana na Giorgosie Bertsosie) pracował przy Z (1969) o morderstwie politycznym w rządzonej przez juntę Grecji. Film Z otrzymał dwa Oscary dla najlepszego filmu międzynarodowego i za najlepszy montaż. W Stanie oblężenia (État de siège, 1972) pojawił się jako operator centrali wojskowej na początku filmu i dziennikarz na końcu filmu (niewymieniony w czołówce; jest jednak uznawany za producenta wykonawczego filmu). W Sekcji specjalnej (Section spéciale, 1975) wystąpił jako Roger Lafarge, prawnik Abrahama Trzebruckiego. Wziął także udział w paradokumencie Wojna algierska (La guerre d’Algérie, 1971). Spłacał przez dekadę długi po porażce dramatu Christiana de Chalonge’a Ryczące czterdziestki (Les Quarantièmes rugissants, 1981) z Julie Christie, prawdziwej historii o inżynierze elektroniku Julienie Dantecu (w tej roli Jacques Perrin), który zdecydował się żeglować dookoła świata.  
W hiszpański dramacie historycznym Goya, historia samotności (Goya, historia de una soledad, 1971) z Francisco Rabalem w roli malarza Francisco Goyi i Iriną Demick jako jego muzą pojawił się jako Álvaro. W belgijskiej komedii Słodki dom (Home Sweet Home, 1973) wystąpił jako Jacques, ceniony przez starców pracownik socjalny, który zostaje zwolniony. W dramacie Adopcja (L’Adoption, 1979) zagrał postać żeglarza Jacques Malessier, który wraz z żoną (Geraldine Chaplin) przyjmuje bezdomnego nastolatka. Znalazł się w obsadzie dramatu José Giovanniego Czarna szata mordercy (Une robe noire pour un tueur, 1981) jako Lucien Lebesque z Annie Girardot oraz melodramatu muzycznego Słowa i muzyka (Paroles et musique, 1984) jako Yves u boku Catherine Deneuve i Christophera Lamberta. Brał też udział w produkcjach komercyjnych, jako komisarz Stéphane Reiner w sensacyjnym dramacie kryminalnym Słowo gliny (Parole de flic, 1985), gdzie Alain Delon zabija go w finale, mszcząc się za śmierć swej nastoletniej córki. Dwa razy z powodzeniem zagrał dorosłego bohatera, który wspomina swe dzieciństwo – w dramacie Giuseppego Tornatorego Kino Paradiso (Cinema Paradiso, 1988) i w Panu od muzyki (Les choristes, 2004). W telewizyjnym dramacie historycznym France 3 Ludwik XI, rozbita władza (Louis XI, le pouvoir fracasse, 2011) został obsadzony w roli Ludwika XI. Ostatnią, drugoplanową rolę Richarda Vanneca zagrał w zaangażowanym dramacie Goliat (Goliath, 2022), o szkodliwości stosowania pestycydów w rolnictwie z Pierre Niney i Gillesa Lellouche.  
8 listopada 1974 zawarł związek małżeński z Chantal Bouillaut Perrin, z którą miał syna Mathieu (ur. 1 maja 1975). 30 kwietnia 1985 doszło do rozwodu. 1 grudnia 1995 ożenił się z Valentine, z którą miał dwóch synów – Maxence (ur. 1 kwietnia 1995) i Lancelota (ur. 1999).
Zmarł 21 kwietnia 2022 w wieku 80 lat. Przyczyna śmierci nie została określona.

## Aktor filmowy
- 1962: Kronika rodzinna jako Lorenzo
- 1967: Panienki z Rochefort jako Maxence
- 1969: Z jako fotoreporter
- 1970: Księżniczka w oślej skórze jako książę
- 1972: Stan oblężenia jako operator telefoniczny
- 1976: Pustynia Tatarów jako Drogo
- 1985: Słowo gliny jako komisarz Stéphane Reiner
- 1988: Kino Paradiso jako Salvatore (dorosły)
- 1990: Wszyscy mają się dobrze
- 2001: Makrokosmos jako narrator
- 2001: Braterstwo wilków jako starszy markiz Thomas d’Apcher (także narrator)
- 2004: Pan od muzyki jako Pierre Morhange (dorosły)
- 2005: Piekło jako Frédéric
- 2006: Pachnidło jako narrator
- 2010: Safari jako Lew Sokrates (głos)

## Scenarzysta
- 2001 Makrokosmos
- 2009 Oceany

## Producent
- 1972 La Guerre d’Algerie
- 1996 Mikrokosmos
- 2004 Pan od muzyki
- 2009 Oceany

## Reżyser
- 2009 Oceany
- 2010 L’Empire du milieu du sud

## Nagrody i nominacje
| Rok  | Nagroda                    | Kategoria                                  | Film                                                                 | Rezultat  |
| ---- | -------------------------- | ------------------------------------------ | -------------------------------------------------------------------- | --------- |
| 1966 | Puchar Volpiego            | Najlepszy aktor                            | Poszukiwanie (La busca, 1966) Prawie człowiek (Un uomo a metà, 1966) | Wygrana   |
| 1970 | Oscar                      | Najlepszy film                             | Z (1969)                                                             | Nominacja |
| 1997 | Cezar                      | Najlepszy producent                        | Mikrokosmos (Microcosmos: Le peuple de l’herbe, 1996)                | Wygrana   |
| 2002 | Cezar                      | Najlepszy film debiutancki                 | Makrokosmos (Le peuple migrateur, 2001)                              | Nominacja |
| 2002 | Europejska Nagroda Filmowa | Europejski film dokumentalny               | Makrokosmos (Le peuple migrateur, 2001)                              | Nominacja |
| 2003 | Oscar                      | Najlepszy pełnometrażowy film dokumentalny | Makrokosmos (Le peuple migrateur, 2001)                              | Nominacja |
| 2003 | nagrody Goya               | Najlepszy film dokumentalny                | Makrokosmos (Le peuple migrateur, 2001)                              | Nominacja |
| 2004 | Europejska Nagroda Filmowa | Europejski film                            | Pan od muzyki (Les choristes, 2004)                                  | Nominacja |
| 2005 | BAFTA                      | Najlepszy film zagraniczny                 | Pan od muzyki (Les choristes, 2004)                                  | Nominacja |
| 2011 | Cezar                      | Najlepszy film dokumentalny                | Oceany (Océans, 2009)                                                | Wygrana   |